# Circuito de Massawa
El Circuito de Massawa es una carrera ciclista profesional como clásica de un día en Massawa, Eritrea, la prueba se creó en el 2016 y recibió la categoría 1.2 dentro de los Circuitos Continentales UCI formando parte del UCI Africa Tour.

## Palmarés
| Año  | Ganador            | Segundo       | Tercero       |
| ---- | ------------------ | ------------- | ------------- |
| 2016 | Tesfom Okubamariam | Yonatan Haile | Meron Teshome |
| 2017 | Simon Musie        | Meron Teshome | Meron Abraham |

## Palmarés por países
| País    | Victorias |
| ------- | --------- |
| Eritrea | 2         |